# Müller-Gletscher
Der Müller-Gletscher ist ein Gletscher im ostantarktischen Viktorialand. Von der Millen Range in den Victory Mountains fließt er in nordöstlicher Richtung zum Pearl-Harbor-Gletscher, den er unmittelbar nordwestlich des Mount Pearson erreicht.
Der United States Geological Survey kartierte ihn anhand eigener Vermessungen und Luftaufnahmen der United States Navy aus den Jahren von 1960 bis 1964. Das Advisory Committee on Antarctic Names benannte ihn 1969 nach dem deutschen Biologen Dietland Müller-Schwarze (* 1934), der im Rahmen des United States Antarctic Research Program auf der Hallett-Station (1964–1965), am Kap Crozier (1969–1970 und 1970–1971) und auf der Palmer-Station (1971–1972) tätig war.